# Roman Hogen
Roman Hogen (ur. 12 grudnia 1970 w Pradze) – czeski piłkarz występujący na pozycji napastnika. Wieloletni zawodnik Chmelu Blšany, z którego był wypożyczany do Viktorii Žižkov, Slavii Praga, 1. FC Nürnberg i Pragis FV Plast Satalice. Po zakończeniu zawodowej kariery, dołączył do amatorskiego klubu Pragis FV Plast Satalice z praskiej drugiej klasy, w którym pełni rolę prezesa.

## Sukcesy

### Klubowe
Viktoria Žižkov
- Zdobywca Pucharu Czech: 1993/1994

Slavia Praga
- Wicemistrzostwo Czech: 1994/1995

## Życie prywatne
Żonaty, ma dwóch synów Romana i Jakuba. Wraz z bratem prowadzi firmę budowlaną Hogenstav.